# بدمینتون در پارالمپیک تابستانی ۲۰۲۴

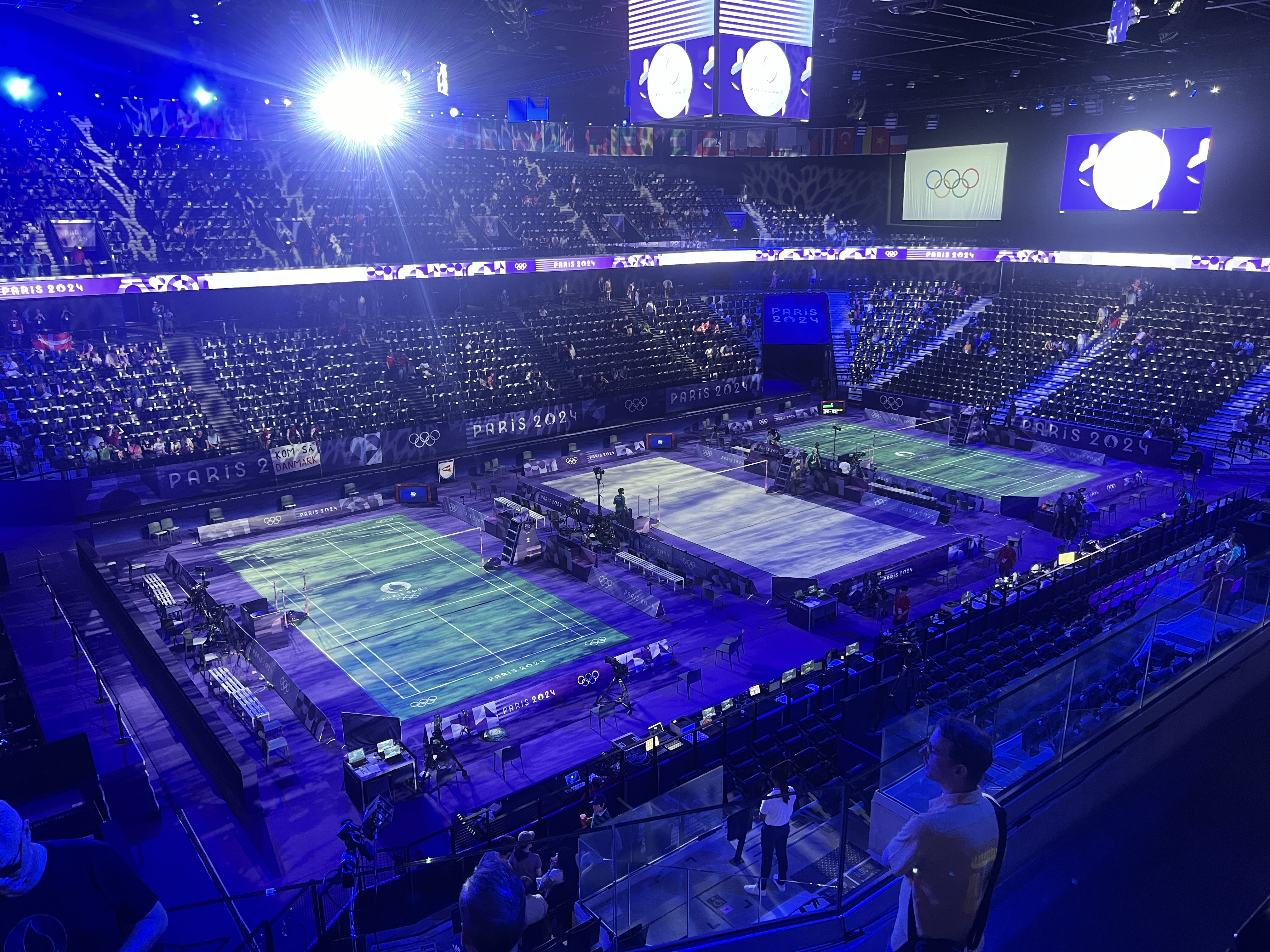
پورت دو لا شپل آرنا در جریان برگزاری پارا بدمینتون ۲۰۲۴

پارا بدمینتون (انگلیسی: Badminton at the 2024 Summer Paralympics) یکی از رویدادهای برگزار شده در پارالمپیک تابستانی ۲۰۲۴ بود. این دوره از بازی‌ها از ۲۹ اوت تا ۲ سپتامبر ۲۰۲۴ در پورت دو لا شپل آرنا در شهر پاریس برگزار شد. روی هم رفته، ۱۶ رویداد در هفدهمین دوره پارالمپیک برگزار شد، که دو رویداد بیشتر از دوره‌ی پیشین بود. ۷ رویداد برای مردان و زنان (۶ انفرادی و ۱ دونفره) و دو رویداد مختلط دونفره.

## کلاس‌ها
در این دوره، بازی‌ها شامل ۶ کلاس گوناگون بود. این کلاس‌ها به شرح زیر هستند:
- WH1
- WH2
- SL3
- SL4
- SU5
- SH6

## کشورهای شرکت‌کننده
۱۲۰ ورزشکار از ۳۱ کشور در این دوره از پارالمپیک شرکت کردند.
- استرالیا (۲)
- اتریش (۱)
- بلژیک (۲)
- برزیل (۳)
- کانادا (۱)
- شیلی (۱)
- چین (۱۳)
- چین تایپه (۴)
- دانمارک (۱)
- فرانسه (۸) (میزبان)
- آلمان (۳)
- بریتانیای کبیر (۴)
- هنگ کنگ (۲)
- هند (۱۳)
- اندونزی (۹)
- اسرائیل (۲)
- ایتالیا (۱)
- ژاپن (۱۲)
- مالزی (۵)
- نیوزیلند (۱)
- نیجریه (۲)
- نروژ (۱)
- پرو (۳)
- لهستان (۲)
- پرتغال (۱)
- کره جنوبی (۷)
- سوئیس (۳)
- تایلند (۸)
- ترکیه (۲)
- اوکراین (۱)
- ایالات متحده آمریکا (۲)

## جدول مدال‌ها
*   کشور میزبان (فرانسه)
| رتبه            | کشور                | طلا | نقره | برنز | مجموع |
| --------------- | ------------------- | --- | ---- | ---- | ----- |
| ۱               | چین                 | ۹   | ۲    | ۱    | ۱۲    |
| ۲               | ژاپن                | ۲   | ۱    | ۱    | ۴     |
| ۳               | فرانسه*             | ۲   | ۰    | ۱    | ۳     |
| ۴               | اندونزی             | ۱   | ۴    | ۳    | ۸     |
| ۵               | هند                 | ۱   | ۲    | ۲    | ۵     |
| ۶               | مالزی               | ۱   | ۰    | ۰    | ۱     |
| ۷               | کره جنوبی           | ۰   | ۲    | ۱    | ۳     |
| ۸               | بریتانیای کبیر      | ۰   | ۲    | ۰    | ۲     |
| ۹               | تایلند              | ۰   | ۱    | ۲    | ۳     |
| ۱۰              | ایالات متحده آمریکا | ۰   | ۱    | ۰    | ۱     |
| ۱۰              | هنگ کنگ             | ۰   | ۱    | ۰    | ۱     |
| ۱۲              | آلمان               | ۰   | ۰    | ۱    | ۱     |
| ۱۲              | برزیل               | ۰   | ۰    | ۱    | ۱     |
| ۱۲              | سوئیس               | ۰   | ۰    | ۱    | ۱     |
| ۱۲              | نروژ                | ۰   | ۰    | ۱    | ۱     |
| ۱۲              | نیجریه              | ۰   | ۰    | ۱    | ۱     |
| مجموع (۱۶ کشور) | مجموع (۱۶ کشور)     | ۱۶  | ۱۶   | ۱۶   | ۴۸    |